# Stolberger Zink

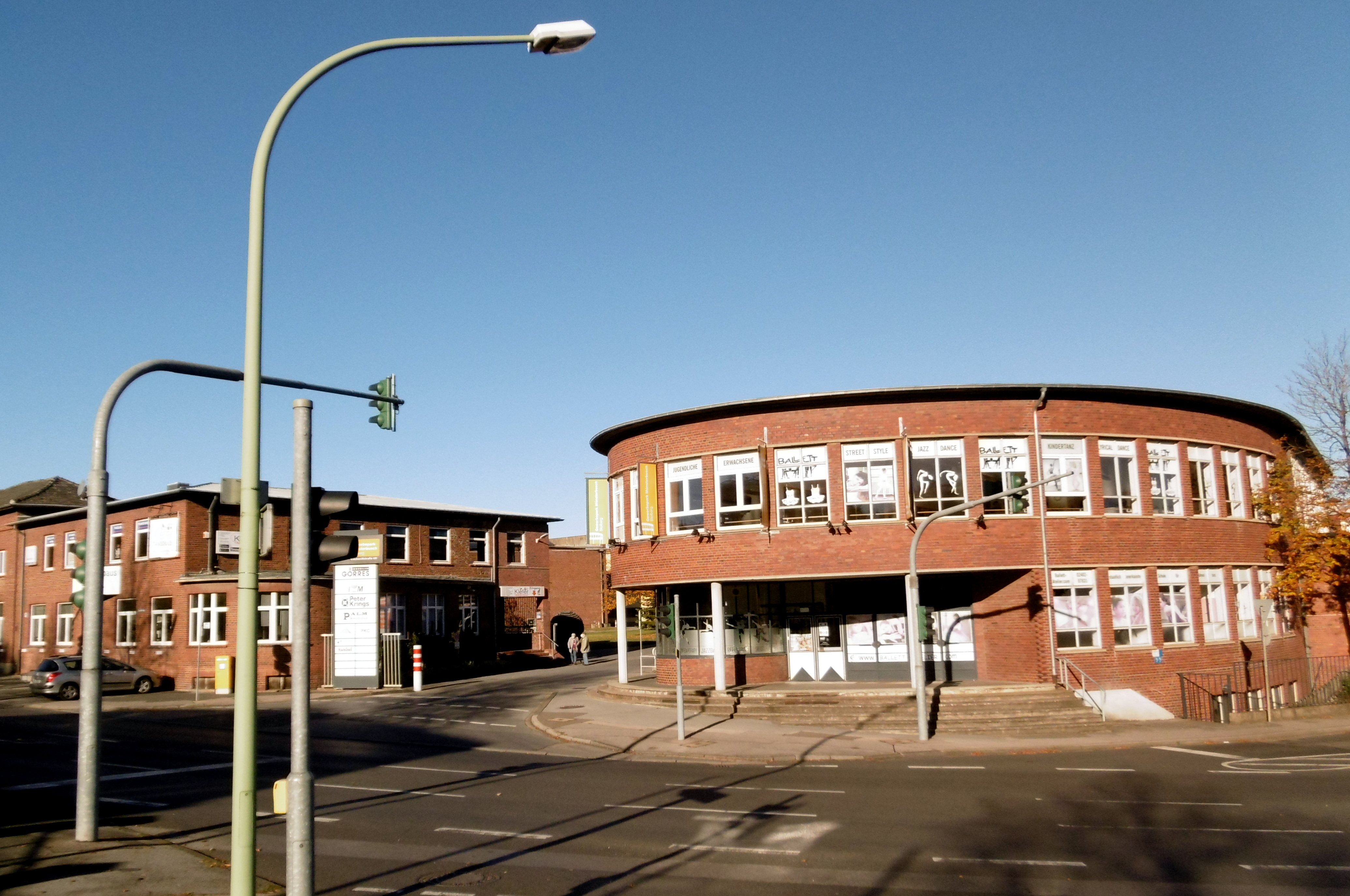
Verwaltungsgebäude der Stolberger Zink gegenüber dem Museum Zinkhütter Hof

Die Stolberger Zink AG oder Stolberger Zink AG für Bergbau und Hüttenbetrieb war ein Bergbau- und Metallverhüttungsunternehmen im Aachener Revier und speziell im Raum Eschweiler-Stolberg mit Sitz in Stolberg.

## Geschichte

Sammelaktie über 100000 RM der Stolberger Zink AG vom November 1942

Die ursprüngliche Rheinisch-Nassauische Bergwerks- und Hütten AG wurde im Jahr 1927 in die Nachfolgegesellschaft AG Bergbau, Blei- und Zinkfabrikation zu Stolberg und in Westfalen überführt. In den Jahren 1942/1944 wurden die Gruben der AG Bergbau, Blei- und Zinkfabrikation aus politischen Gründen unter der Firmenbezeichnung Stolberger Zink AG für Bergbau und Hüttenbetrieb geführt. Diese Bezeichnung blieb nach dem Zweiten Weltkrieg erhalten. Im Jahr 1961/1962 verkaufte die Stolberger Zink AG ihre sämtlichen Gruben an die Gewerkschaft Wilhelm zu Antweiler.
Von 1935 bis 1954 betrieb die Stolberger Zink die Grube Schauinsland in Freiburg.
Von Anfang der 1950er Jahre bis 1968 betrieb die Stolberger Zink den Grubenbetrieb im Maubacher Bleiberg. Des Weiteren hielt sie Grubenbesitz beziehungsweise Grubenanteile in Bulgarien (Bergwerk-AG Pirin), Spanien und Italien. Am 31. Dezember 1956 beschäftigte man 3900 Mitarbeiter.

### Geschichte ohne Grubenbetriebe
Neben der Zinkhütte Nievenheim bei Dormagen war ihr Hauptzinkbetrieb die Zinkhütte Münsterbusch, die bis 1967 in Betrieb war, sowie die Bleihütte Binsfeldhammer, die im Jahr 1970 von der Duisburger Firma Berzelius Metall übernommen wurde. Seitdem betreibt sie hauptsächlich Liegenschaftsverwaltung, unter anderem den Vertrieb der Gewerbefläche auf der rekultivierten Halde Kohlbusch.
Eine Tochtergesellschaft war die Silber- und Bleibergwerksgesellschaft AG zu Holzappel im rheinland-pfälzischen Laurenburg sowie die Gewerkschaft Mercur mit Sitz in Bad Ems.

## Stolberger Gesellschaft und Metallurgische Gesellschaft zu Stolberg

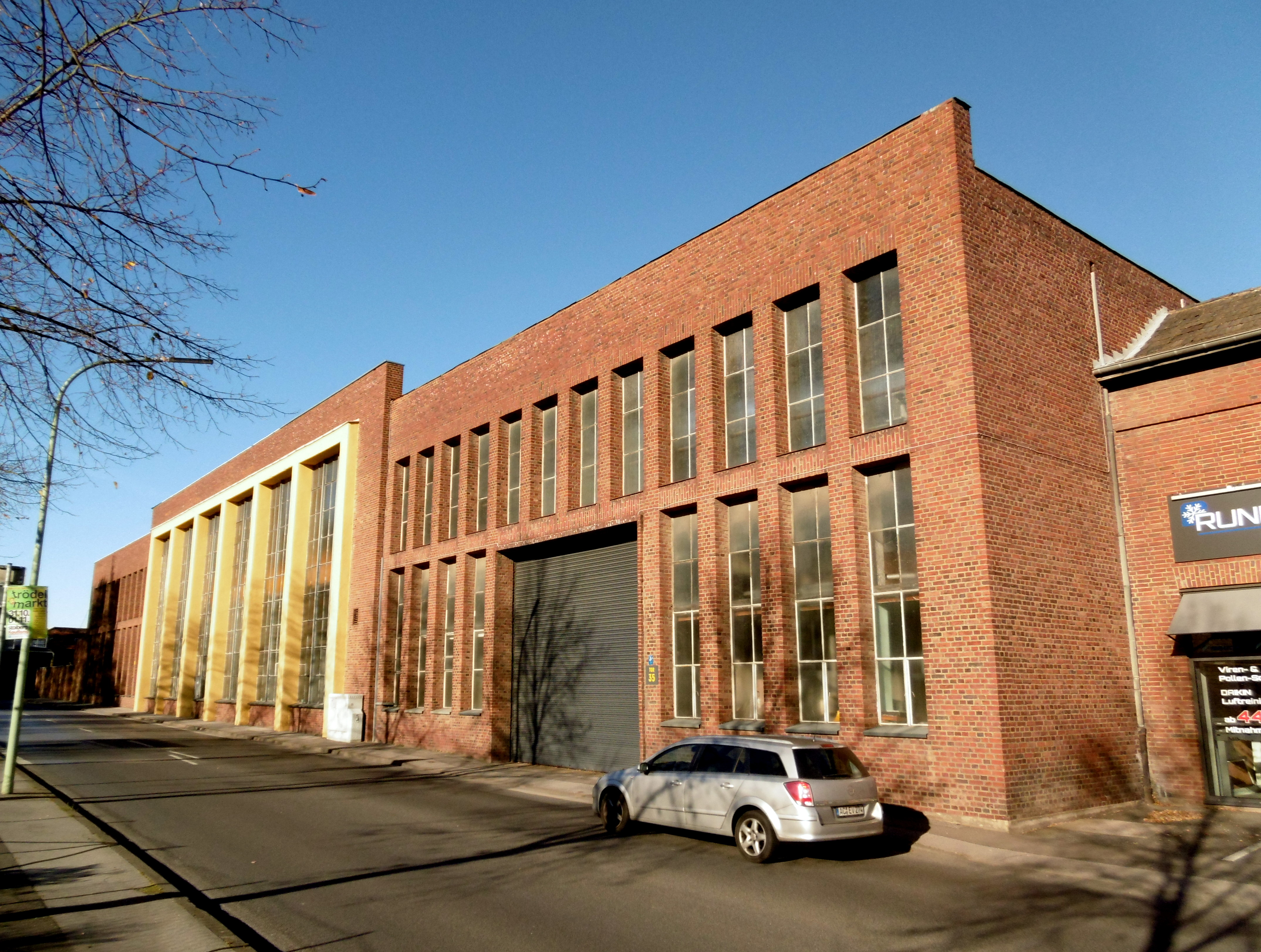
Fabrikkomplex Stolberger Zink

Im Jahr 1838 wurde die Metallurgische Gesellschaft zu Stolberg als Kapitalgesellschaft von Kaufleuten und Grubenbesitzern gegründet. Ihr Hauptkapitalgeber war posthum James Cockerill. Sie war das erste einer langen Reihe von metallurgischen Unternehmen in Stolberg, das Grubenbesitz und Metallverhüttung vereinte. Daneben waren unter anderem Cockerills Bruder John sowie Barthold Suermondt aus Aachen, Friedrich Thyssen Direktor der Eschweiler Drahtfabrik sowie das Kölner Bankhaus Salomon Oppenheim beteiligt.
Zu ihrem Gründungsvermögen gehörten die Zinkhütte St. Heinrich Münsterbusch, die Galmeigrube Herrenberg, 49/64 Anteile an der Blei- und Zinkerzgrube Diepenlinchen sowie geringe Anteile an den Blei- und Zinkerzgruben Breinigerberg und Büsbacherberg. 1840 wurde die James-Grube von der Metallurgischen Gesellschaft übernommen.
Im Jahr 1841 verpachtete die Metallurgische Gesellschaft sämtliche Betriebseinrichtungen an den Marquis de Sassenay und wurde über die Kommanditgesellschaft de Sassenay & Cie. in die Stolberger Gesellschaft umgewandelt.
Im Jahr 1845 entstand durch die Umwandlung der Gesellschaftsform aus jener Kommanditgesellschaft de Sassenay & Cie. wiederum die Gesellschaft für Bergbau, Blei- und Zinkfabrikation zu Stolberg (französisch: Société anonyme des mines et des fonderies de zinc de Stolberg), kurz genannt Stolberger Gesellschaft nach Erlass des preußischen Aktiengesetzes von 1843.
Im Jahr 1848 erwarb die Stolberger Gesellschaft von der Aktiengesellschaft zu Bleyberg es Montzen die zwei Jahre zuvor gegründete Blei- und Silberhütte Münsterbusch am heutigen Schellerweg, gegenüber dem Zinkhütter Hof, die bis 1916 getrieben wurde.
Wie bereits ihre beiden Vorgänger deckte die Stolberger Gesellschaft ihren Bedarf an Zink- und Bleierz zunächst ausschließlich aus Stolberger Lagerstätten, vor allem aus der Erzgrube Diepenlinchen. Die Fusion mit dem Rheinisch-Westfälischen Bergwerksverein im Jahr 1853 brachte ihr Zugriff auf die reichen Ramsbecker Blei- und Zinkerzlagerstätten und eine Änderung des Namens in Gesellschaft für Bergbau und Zinkfabrikation zu Stolberg und in Westfalen. Im Jahr 1855 löste der aus einer Elberfelder Bankiersfamilie stammende Wilhelm von der Heydt den Marquis de Sassenay als Generaldirektor ab und meisterte eine Krise des Unternehmens. Aus der Konkursmasse der Allianz übernahm die Stolberger Gesellschaft die Erzgrube Büsbacherberg-Brockenberg. Im Jahr 1909 übernahm die Stolberger Gesellschaft auch die Emser Blei- und Silberwerk AG.
Im Jahr 1922 wurde eine Betriebsgemeinschaft mit der Eschweiler Gesellschaft gebildet, die 1926 auf Initiative des neuen Generaldirektors Hugo Cadenbach nach der Fusion in der Stolberger Gesellschaft aufging. Durch diese Fusionierung gelangte die Grube Gute Hoffnung bei Sankt Goarshausen ebenfalls in den Besitz der Gesellschaft.